# Lecane inconspicua
Lecane inconspicua är en hjuldjursart som beskrevs av Segers och Dumont 1993. Lecane inconspicua ingår i släktet Lecane och familjen Lecanidae. Inga underarter finns listade i Catalogue of Life.